# 三菱Delica Star Wagon
三菱Delica Star Wagon（日语：三菱・デリカスターワゴン）為日本三菱汽車開發生產的平頭式（cab over the engine，駕駛室位於引擎上方，故車頭是平的）商用廂型乘用車型，屬於三菱Delica的衍生車款。臺灣中華汽車工業稱之為三菱/中華得利卡，中國東南汽車叫做東南得利卡。

## 概要
此車款與該公司的三菱Pajero並列，是日本車壇中乘用四輪驅動車的先驅。和許多日本製造的廂型車一樣，Delica Star Wagon採用與商用車型共通的設計，但差異在於追加乘坐舒適的配備及外觀方面的提升。
驅動方式為前置後驅或附有副變速箱或加力箱的四輪驅動，動力來源準備了自然進氣汽油引擎與渦輪增壓柴油引擎。但第二代的渦輪增壓柴油引擎受限於引擎室空間不足，無法安置中冷器，因此與第一代Pajero之L系車型一樣馬力不足。車重幾近2公噸但車頭配重卻過大，引發煞車效果不佳的批評，但因為4WD車型在同級車中十分罕見，該車款和後繼的三菱Delica Space Gear獲得許多熱愛戶外生活之消費者的支持。因此在海外市場，特別向東南亞國家出口了許多中古車。
日本製造的外銷版直到2013年才結束，但臺灣中華汽車工業仍以拉皮修改外觀的方式持續生產銷售至今。

## 歷史

### 第一代（1979年-1986年）
該車款為第二代三菱Delica之乘用車型。

1979年 - 6月大改款的第二代Delica正式在日本上市，1975年廢止的「Delica Coach」乘用車型再度復活，改稱為「三菱Delica Star Wagon」。可搭載9名乘員，動力心臟為最大馬力86ps的1.6L直列四缸SOHC 4G32型引擎，並搭配同級車首創的五速手排變速箱，採用FR的佈局方式。
1980年 - 6月追加最大馬力100ps的1.8L直列四缸SOHC 4G62型引擎，高頂型車款並標配電動天窗。
1981年 - 10月「XL Super」車型將第2、3排可迴轉對向的座椅改成標準配備，同時全車系追加三速自排變速系統。
1982年 - 10月實施小改款，追加四輪驅動車型，這是以三菱Forte的底盤平台和三菱Delica的車身組合而成。由於安裝大輪徑的輪胎，最低地上高度也隨之增高。2顆圓形頭燈改成方形，1.8L車型經由座椅變化可乘坐8人。追加搭載2.3L直列四缸SOHC 4D55型渦輪增壓柴油引擎的長軸車型，安裝4排座位後最多可乘坐10人。
同年位於紐西蘭北島威靈頓地區普羅魯阿的塔德汽車（Todd Motors）開始組裝製造Star Wagon，儘管動力來源為1.6L直列四缸SOHC 4G32型引擎。
1983年 - 11月4WD車型變更成2.0L直列四缸SOHC 4G63B型引擎，2WD及4WD車型各自追加只有2位的第二排座位。
1984年 - 2月4WD車型也追加2.3L直列四缸SOHC 4D55型渦輪增壓柴油引擎。
1985年 - 推出冬季限定的「Chamonix」特仕車型，後來變成該車款每逢冬季必定推出的經典車型。

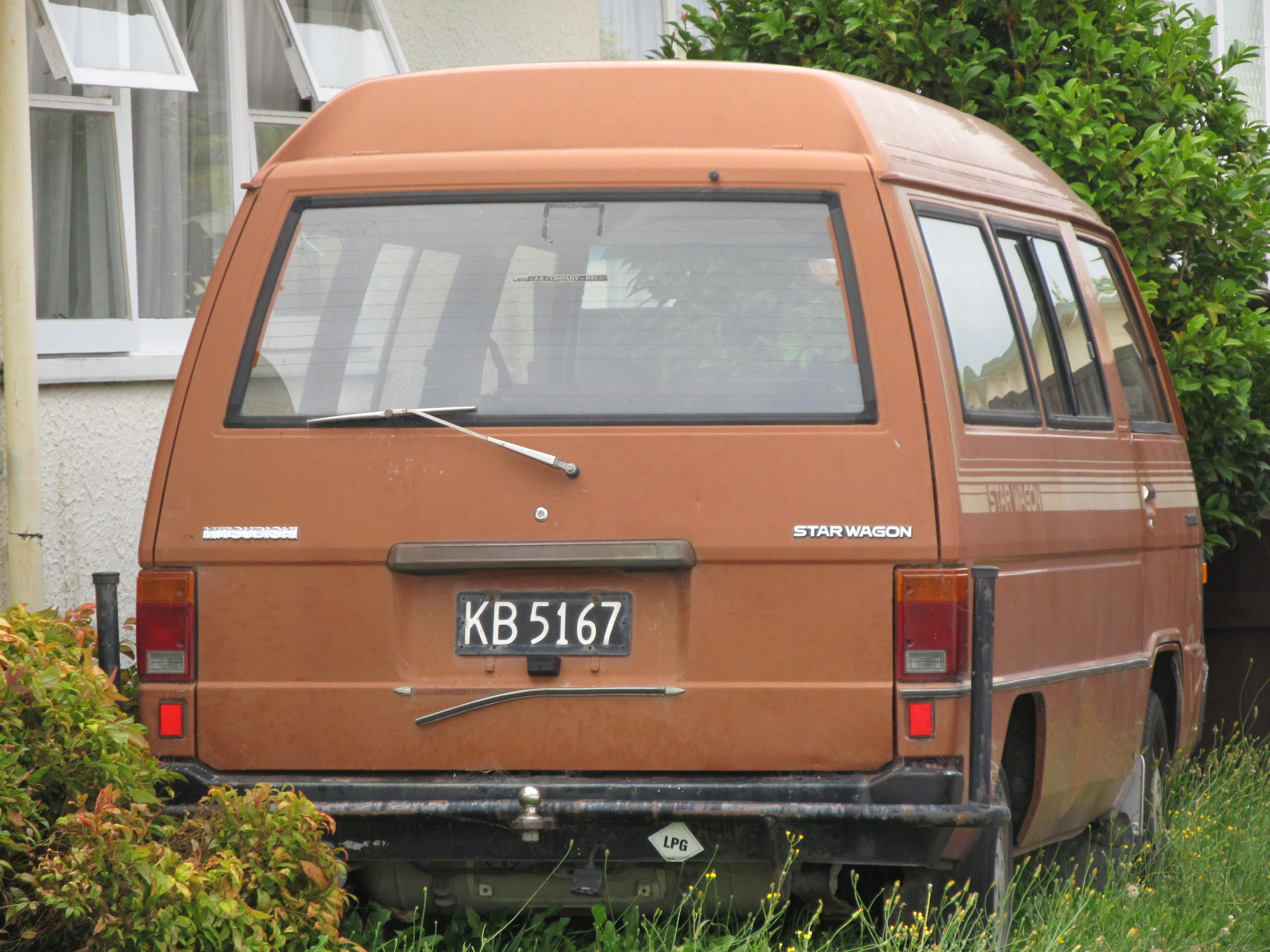
攝於紐西蘭基督城

### 第二代（1986年-2013年）
該車款為第三代三菱Delica之乘用車型，亦是臺灣現行中華得利卡的原始車型。

1986年 - 6月實施大改款，依軸距分成最多可乘坐8人的Van標準版與最多10人的Wagon長軸版，車頂則分成沒有天窗的平頂、沒有天窗的高頂、以及命名為「水晶明亮車頂（日语：クリスタルライトルーフ）」的帶天窗高頂，其中後者具有世界首見的電動遮陽簾。為了使車高符合小型車標準，4WD車型只有平頂，Wagon長軸版具備雙側滑門。在動力陣容方面，具有2.0L直列四缸SOHC G63B型以及2.5L直列四缸SOHC 4D56型渦輪增壓柴油引擎等二種引擎。變速箱之標準設定為五速手排，但2WD車型可另選四速自排。
1987年 - 9月2WD頂級「Exceed」車型將大型保桿、鋁合金輪圈列為標準配備。
1988年 - 9月實行第一次小改款，4WD車型追加四速自排變速箱，全車系之車頭改回三枚紅色鑽石標誌。
1989年 - 8月新增2.4L直列四缸SOHC 4G64型汽油引擎，成為2WD與4WD頂級「Exceed」車型的動力。4WD車型新設無天窗高頂及水晶明亮車頂，往後成為Delica Star Wagon的一大賣點。
1990年 - 9月第二度實施小改款，車頭燈改為投射式，追加最頂級的「Super Exceed」7人座車型，具備Ecsaine皮革座椅、附有卡拉OK功能的音響設備、第二排豪華座椅等配備。
1991年 - 8月實行部分改良，原本2.4L汽油4WD車型新設四速自排變速箱。此外為了符合安全法規，全車系新增側面防撞門樑及第三煞車燈。
1992年 - 8月實行部分改良，4WD「Exceed」車型將鋁合金輪圈列入標準配備，全車系車尾之MMC字樣改成MITSUBISHI字樣。
1993年 - 6月實行部分改良，2WD追加「Super Exceed」車型，冷氣的冷媒改為R134a。
1997年 - 10月實施第三次小改款，變更前保桿與方向燈之形狀，將駕駛座安全氣囊列入標準配備。
1999年 - 日本正式停產，直到2004年才將庫存消化完畢。
2013年 - 第三代Delica外銷版停產，目前全球僅剩臺灣中華汽車仍持續生產此代車型。

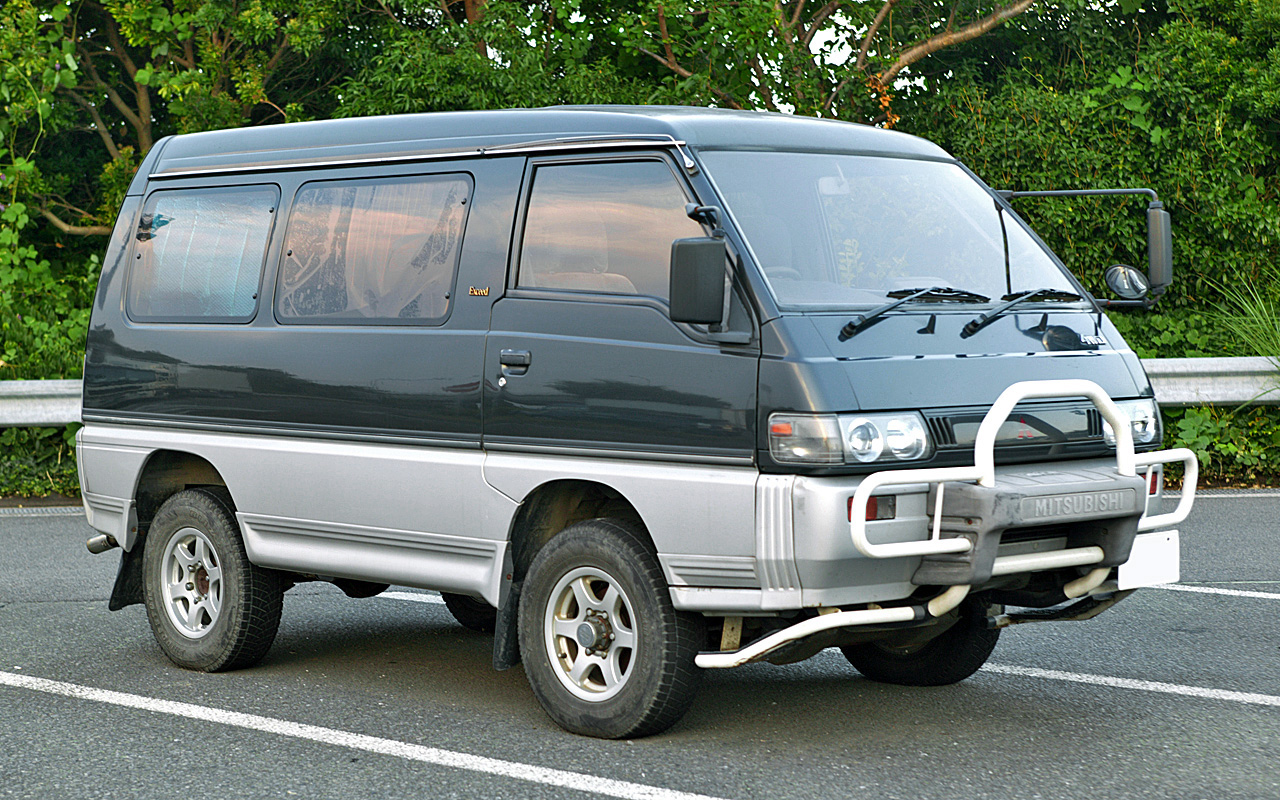
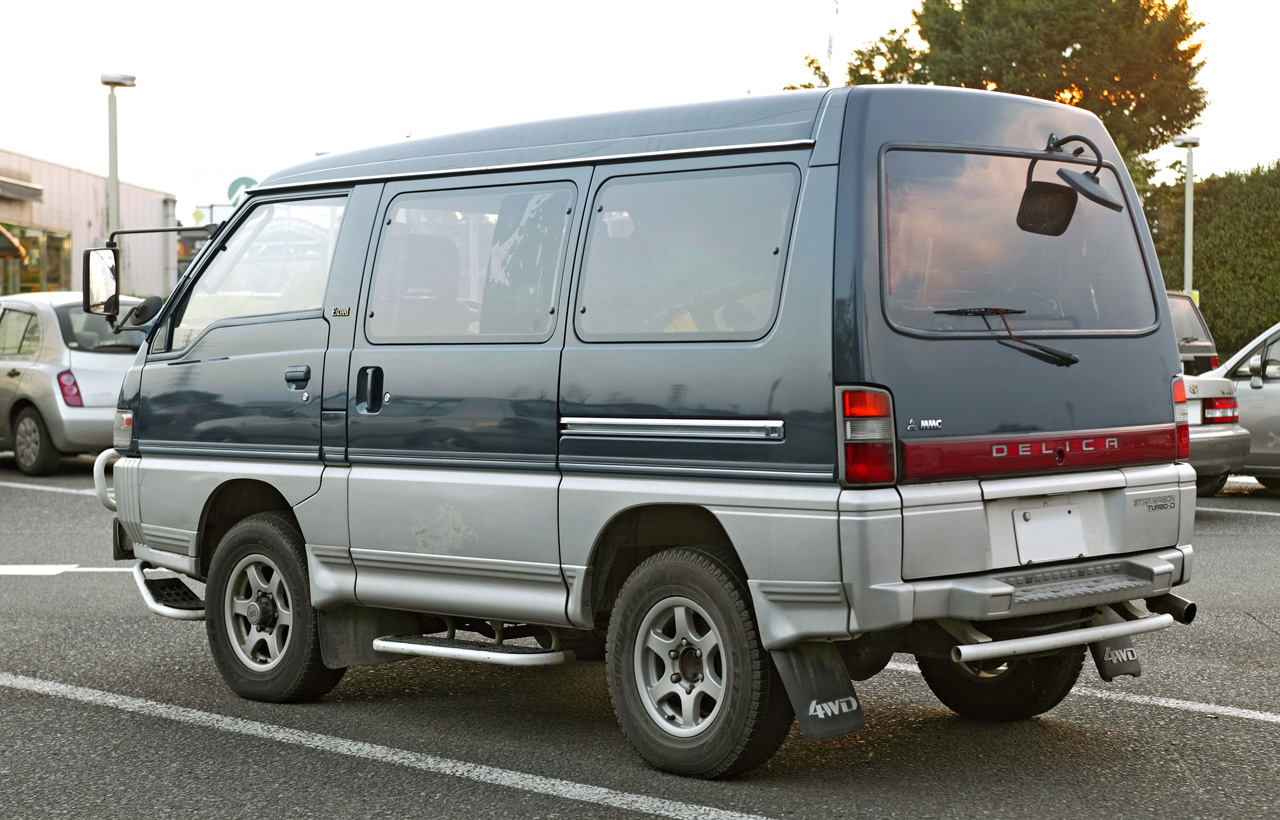
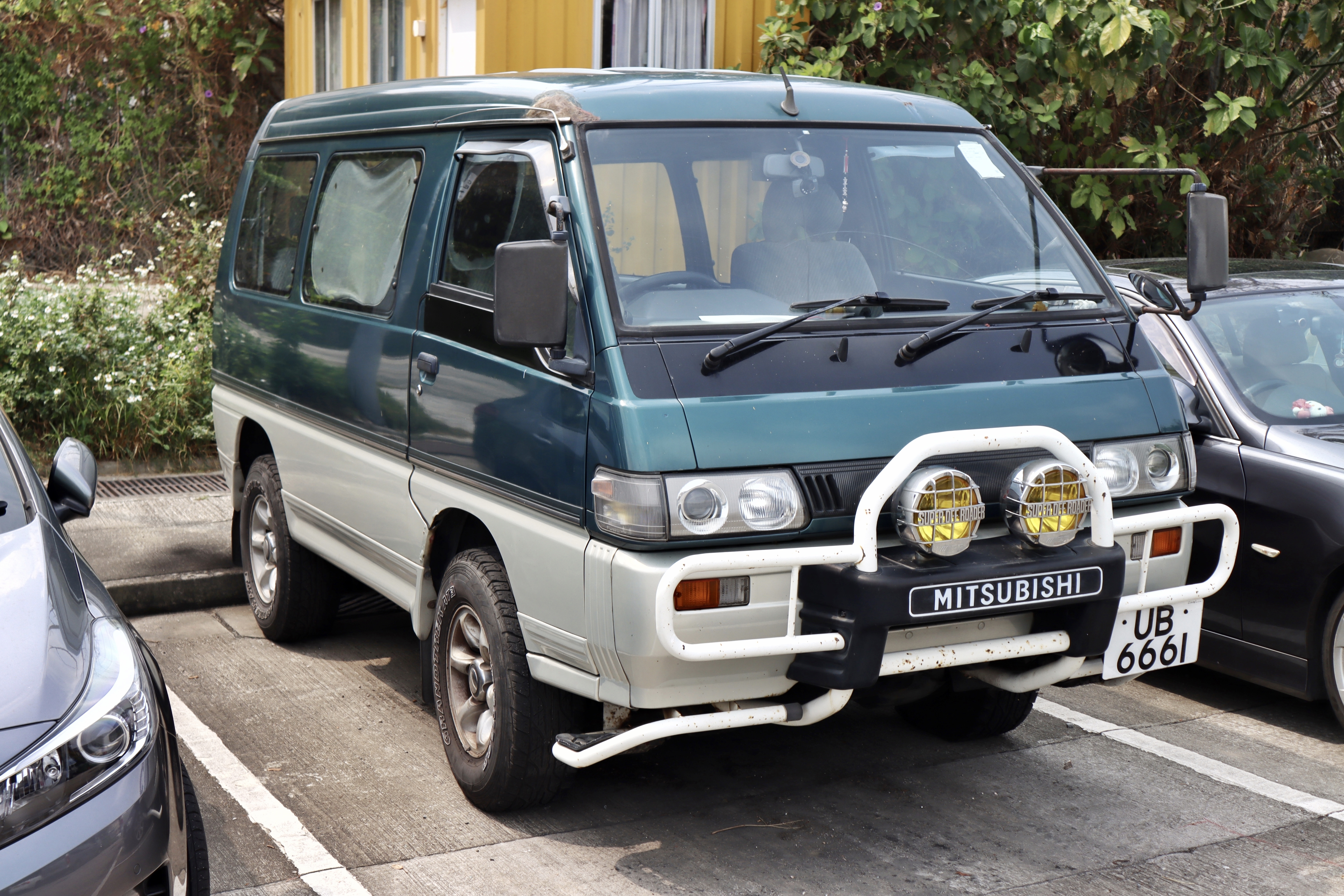

#### 臺灣中華得利卡
1992年 - 臺灣中華汽車工業正式將Delica國產化，分成廂型貨車、廂型乘用車（Delica Star Wagon）、卡車等三種。
1993年 - 實施小改款，車頭防撞桿改成蝴蝶型，車頭燈改為投射式，霧燈改為黃色。同時推出「綠視界得利卡」，具備五幕式天窗（即日規之水晶明亮車頂）、附有加力箱（英語：Transfer case）的4WD、2.5L直列四缸SOHC 4D56型渦輪增壓柴油引擎搭配四速自排變速箱、可前後移動及360度旋轉的第二排座椅、右單側滑門等配備。
1999年 - 由於2.5L直列四缸SOHC 4D56型渦輪增壓柴油引擎無法通過臺灣之汽車廢氣排放標準，改以2.4L直列四缸SOHC 4G64型引擎取代。
2003年 - 實施部分改良，改成橫柵式鍍鉻水箱罩、銀灰雙色車身、動力方向盤、單片吸入式CD音響等，全車系並加裝倒車雷達。
2007年 - 美國克萊斯勒集團與中華汽車工業經過一年多的磋商，並通過8萬公里耐久測試之後，終於在6月底完成最終品質確認，並於同年7月27日交付首批200輛以第三代Delica換牌的「道奇1000」商用廂型車，運往墨西哥市場銷售；截至同年底為止共接下2,400輛之訂單。
2012年 - 為了配合第三階段汽車安全法規，12月11日推出「Super Delica」。變更前保桿之造型並整合前霧燈，新增車尾附反光片的飾板及後霧燈，換成晶鑽式頭燈，頂級豪華車型具備電動後照鏡與倒車雷達，換裝新式方向盤、儀表板與支援MP3和WMA播放的CD音響。安全配備方面，雙側車門植入梯形雙Y字防撞鋼樑，並配置可根據載重量調整的荷重感知閥，自動控制後輪煞車液壓系統以防止後輪煞車鎖死之情況。客貨車配置行車電腦防盜裝置與遙控防盜中控門鎖，貨床車則配備了行車電腦防盜裝置。
2019年 - 9月10日再度實行小改款，換上內建日行燈的分離式頭燈組，儀表板導入新款行車資訊幕，方向盤採三幅多功能設計並新增巡航定速，改成絨布地毯、皮質座椅等。全車系搭載SCC智慧防護系統，包含 HSA陡坡起步輔助、TCL循跡防滑控制、ASC車身動態穩定控制系統、ARP主動式防止傾覆、ABS防鎖死煞車、EBD電子煞車力道分配、HBA煞車輔助系統、RAB預警式煞車等功能。廂型車標配二顆安全氣囊，且自排車型具有BSW盲區偵測警示及左右後方45度角來車警示等。為了因應第六期汽車廢氣排放標準，原2.4L直列四缸SOHC 4G64型引擎改成2.4L直列四缸SOHC 4G69型引擎，馬力提升15%、扭力提升6%，故最大馬力達133ps / 5,250rpm、扭力峰值達20.4kg·m / 2,500rpm，並以後輪驅動搭配新增的五速自排或六速手排變速箱。
2022年 - 10月推出以中華得利卡為基礎而發展的「中華堅兵P350 HYBRID」，以2.4L直列四缸SOHC 4G64型引擎搭配ISG整合式啟動馬達（Integrated Starter Generator之縮寫）而成。

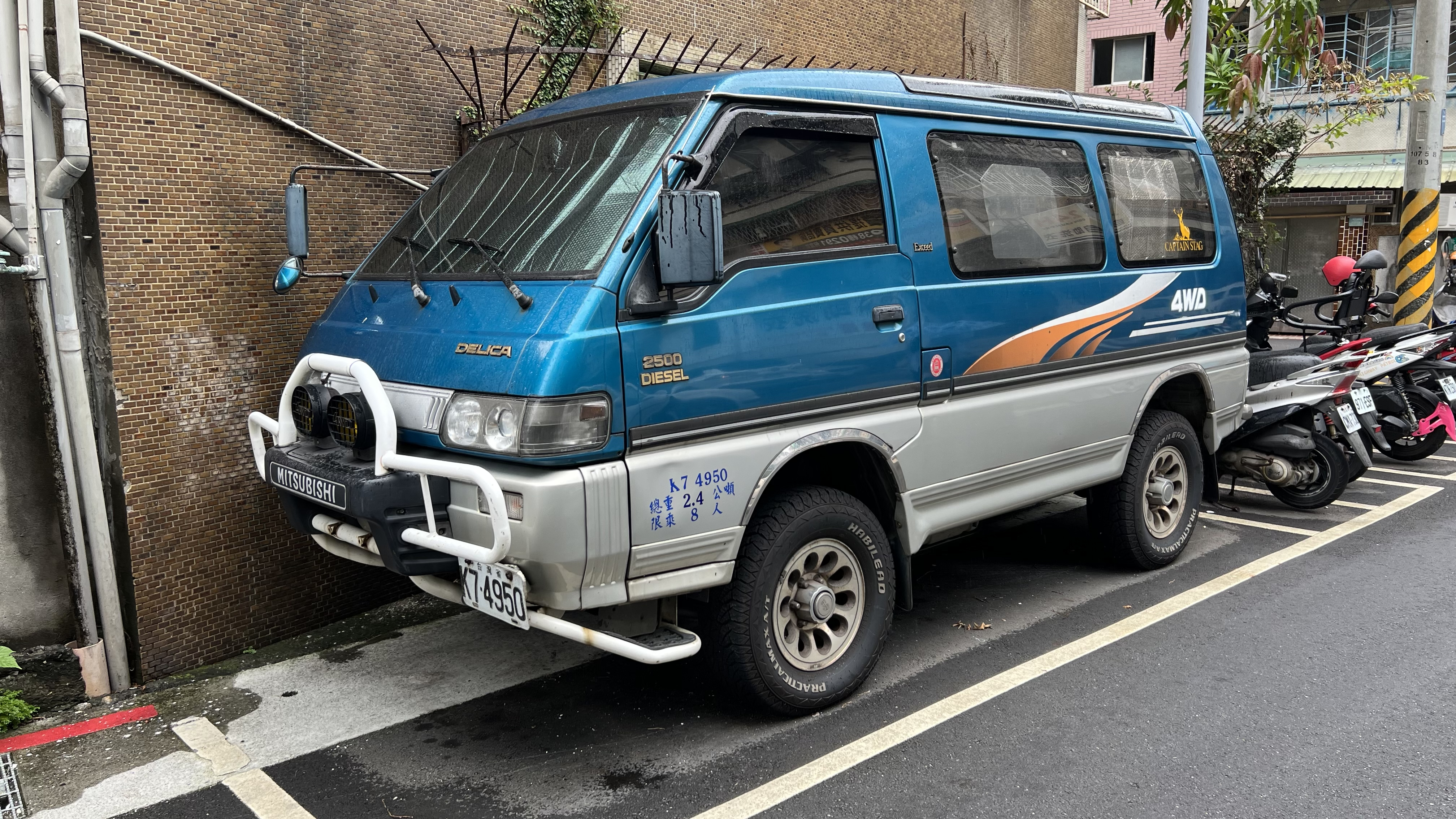
綠視界得利卡
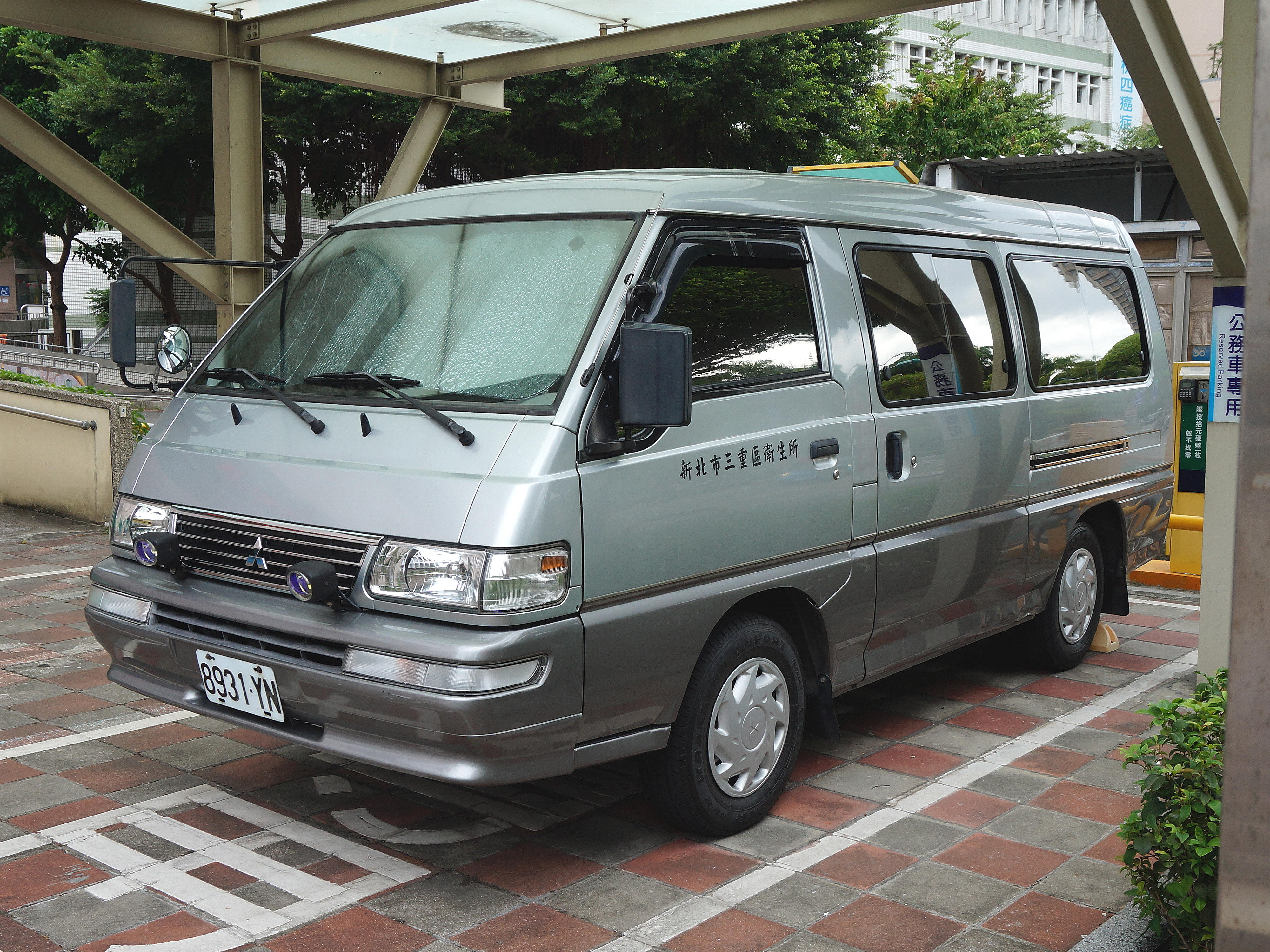
2003年部分改良版
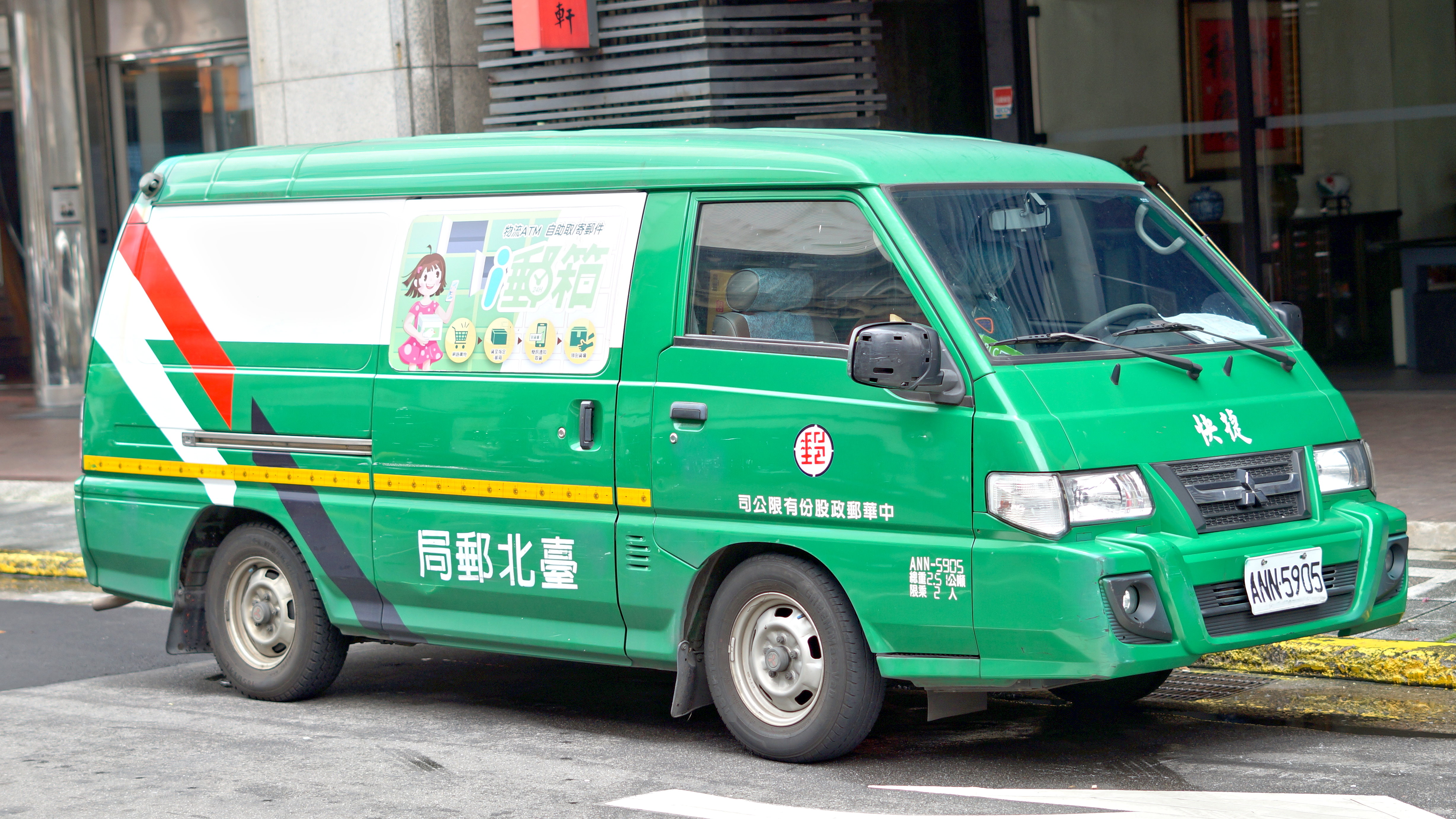
Super Delica車頭
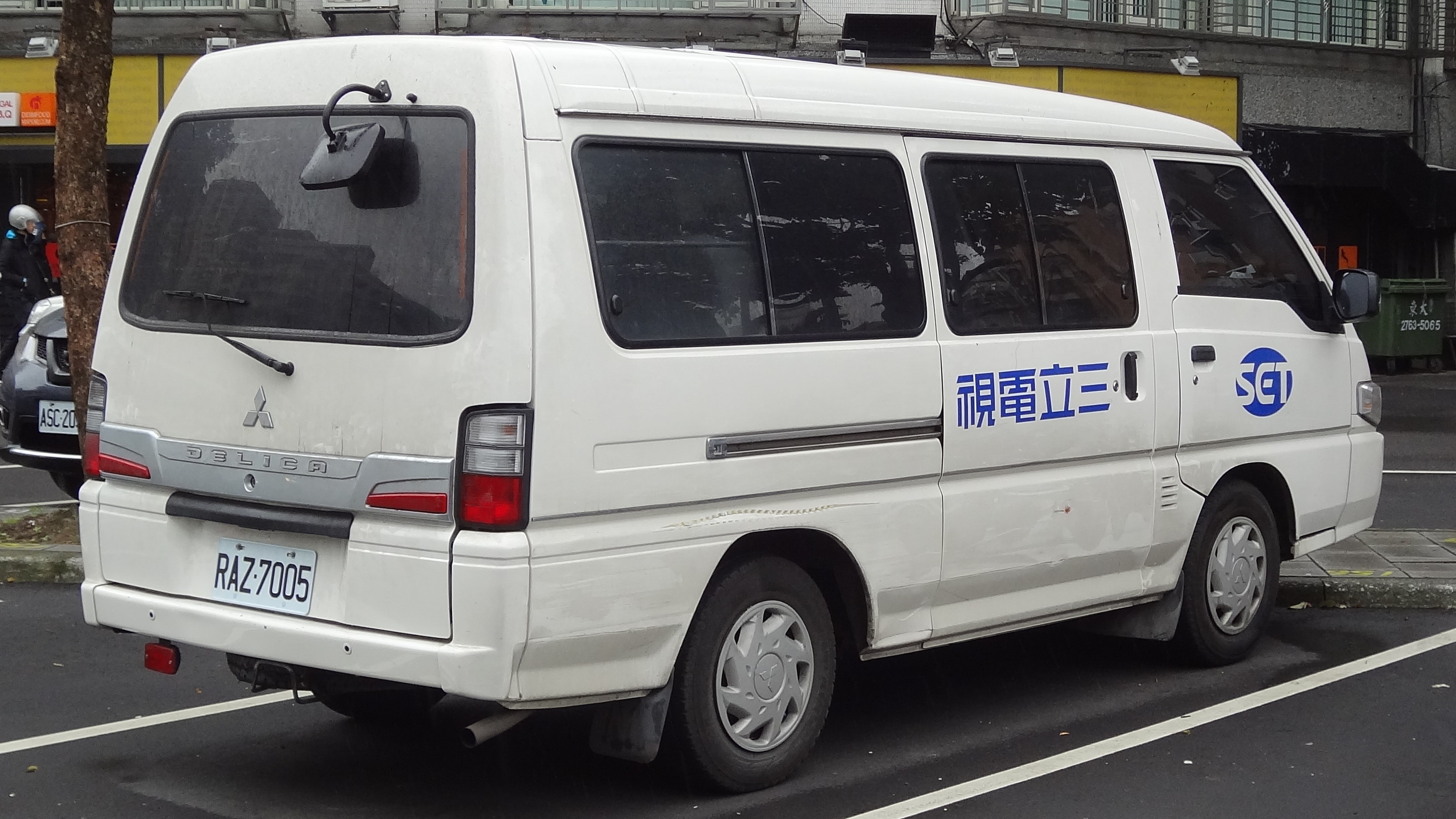
Super Delica車尾
2019年小改款
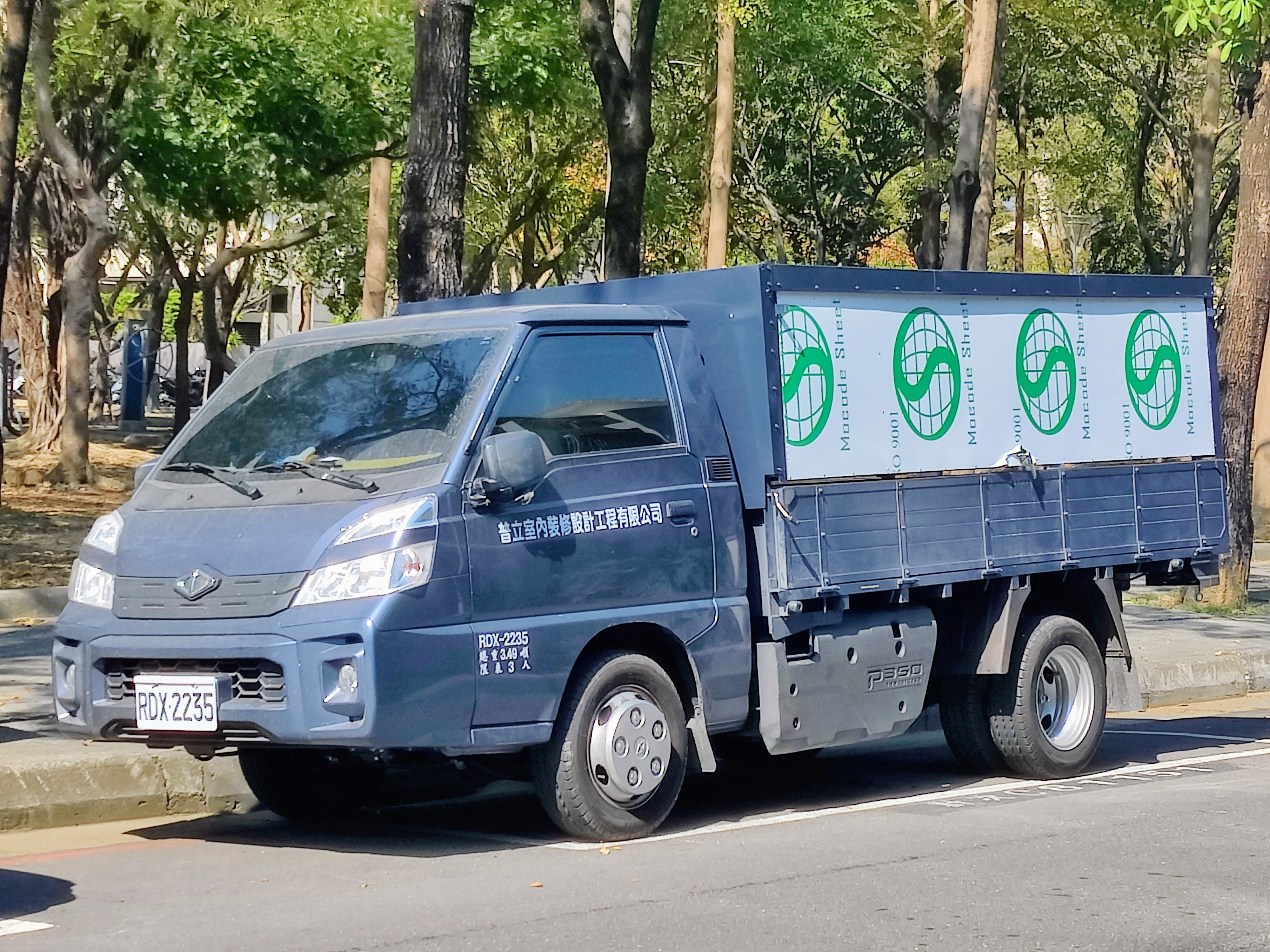
衍生車款中華堅兵P350 HYBRID

## 外部連結
- 臺灣官方網站 （页面存档备份，存于）
- Delica廂車車系沿革 （页面存档备份，存于）
- （日語）【昭和の名車 168】三菱 デリカスターワゴンは1BOXに4WDを組み合わせ人気を決定づけた （页面存档备份，存于）